# Andriej Manojłow
Andriej Pantielejewicz Manojłow, ros. Андрей Пантелевич Манойлов (ur. 15 października 1945 w Tyraspolu, zm. 14 września 1995) – p.o. przewodniczącego Rady Najwyższej nieuznawanego międzynarodowo Naddniestrza w roku 1991 (faktyczny prezydent); z zawodu kierowca.
Od 1961 do 1964 służył jako kierowca w wojsku, następnie pracował jako taksówkarz. Od 1989 przewodził lokalnym bojówkom, walczącym o niezależność Naddniestrza i znalazł się w Zjednoczonej Radzie Kolektywów Pracowniczych. W 1990 został przewodniczącym komisji wyborczej, zorganizowanej w celu przeprowadzenia wyborów oraz wiceprezydentem. W 1991 przez miesiąc zastępował prezydenta Naddniestrza Igora Smirnowa podczas jego aresztowania przez władze Mołdawii. Następnie do 1992 był przedstawicielem prezydenta w Dubosarach. Od 1990 do śmierci jednocześnie pełnił funkcję deputowanego.
Zmarł w 1995 podczas operacji dwunastnicy w związku z nieleczeniem chorób wewnętrznych. Jego imieniem nazwano wiele ulic w Naddniestrzu.